# Doddakothagere, Mandya
Doddakothagere là một làng thuộc tehsil Mandya, huyện Mandya, bang Karnataka, Ấn Độ.